# Liste der Mitglieder der Bremischen Bürgerschaft (17. Wahlperiode)

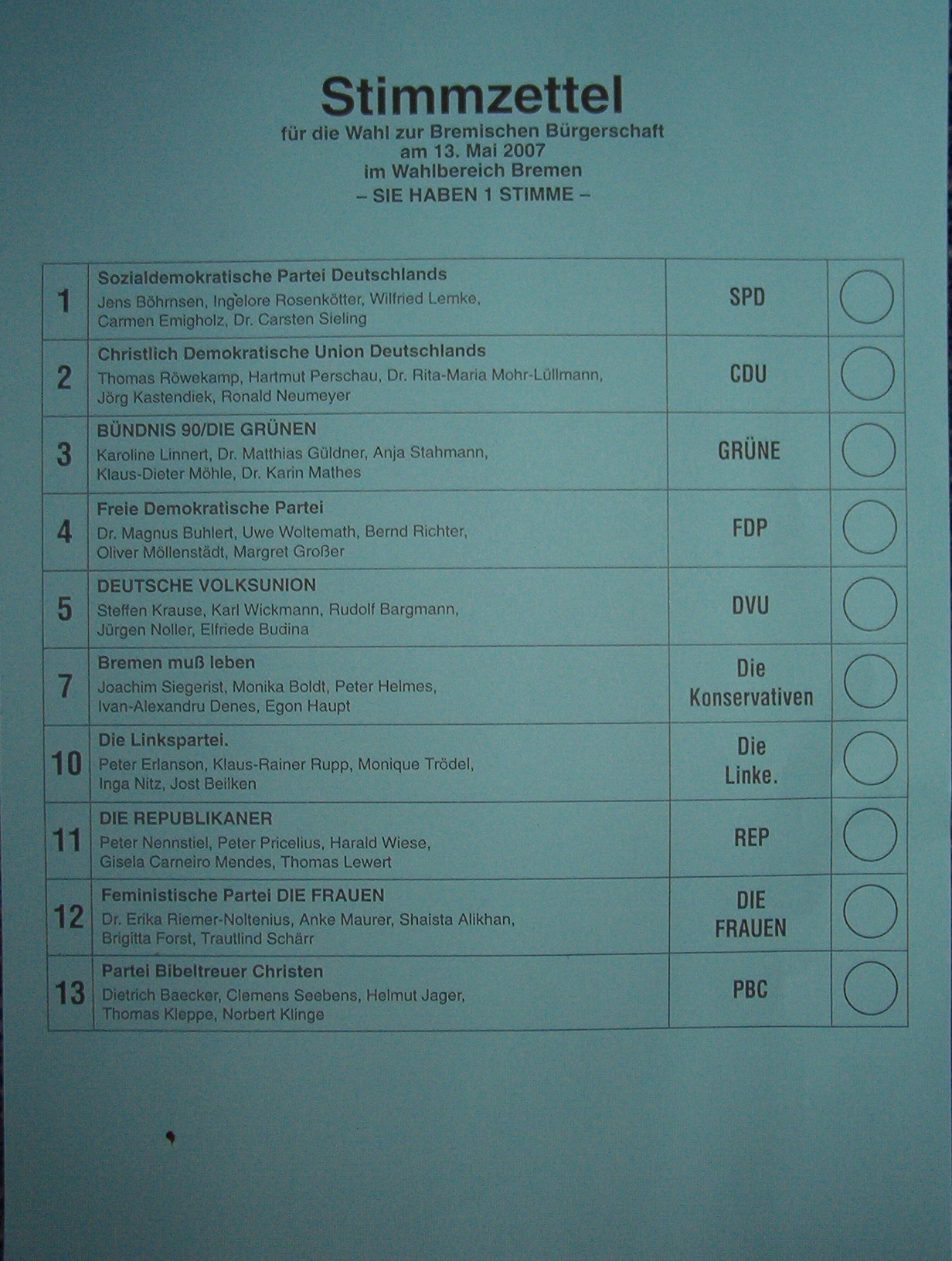
Stimmzettel für die Wahl zur Bremischen Bürgerschaft 2007

Die 17. Legislaturperiode der bremischen Bürgerschaft lief von 2007 bis 2011. Sie wurde eingeleitet durch die Wahl vom 13. Mai 2007. Zeitgleich fanden die Wahlen zu den Stadtteilbeiräten statt, zu denen erstmals auch Wähler ab 16 Jahren zugelassen waren.
Gemäß § 5 Bremisches Wahlgesetz besteht die Bürgerschaft (Landtag) aus 83 Mitgliedern, davon 68 aus dem Wahlbereich Bremen und 15 aus dem Wahlbereich Bremerhaven.
Die Abgeordneten aus dem Wahlbereich Bremen sind in der Regel zugleich Mitglieder der Stadtbürgerschaft, die ebenfalls 68 Mitglieder hat. Aufgrund der Wahlberechtigung auch für Bürger der Europäischen Union bei Kommunalwahlen können die Stadtbürgerschaft und der stadtbremische Anteil des Landtags unterschiedlich besetzt sein. In der 17. Legislaturperiode hat daher Bündnis 90/Die Grünen zu Lasten der CDU in der Stadtbürgerschaft einen Sitz mehr als Abgeordnete aus dem Wahlbereich Bremen im Landtag.
Die Wahlbeteiligung belief sich auf 58,59 % (Bürgerschaftswahl 2003: 61,3 %).

## Wahlergebnis (amtliches Endergebnis)
Korrigiertes Ergebnis nach der Wiederholungswahl im Bremerhavener Wahlbezirk 132/02 am 6. Juli 2008
| Partei        | Stimmen     | Anteil      | Mandate     | Stimmen      | Anteil       | Mandate      | Stimmen     | Anteil      | Mandate     |
|               | Land Bremen | Land Bremen | Land Bremen | Stadt Bremen | Stadt Bremen | Stadt Bremen | Bremerhaven | Bremerhaven | Bremerhaven |
| ------------- | ----------- | ----------- | ----------- | ------------ | ------------ | ------------ | ----------- | ----------- | ----------- |
| SPD           | 101.290     | 36,72 %     | 32          | 85.927       | 37,09 %      | 27           | 15.363      | 34,81 %     | 5           |
| CDU           | 070.728     | 25,64 %     | 23          | 59.673       | 25,76 %      | 19           | 11.055      | 25,05 %     | 4           |
| Grüne         | 045.493     | 16,49 %     | 14          | 40.218       | 17,36 %      | 12           | 05.275      | 11,95 %     | 2           |
| Die Linke.PDS | 023.282     | 8,44 %      | 7           | 20.226       | 8,73 %       | 6            | 03.056      | 6,92 %      | 1           |
| FDP           | 016.486     | 5,98 %      | 5           | 12.598       | 5,44 %       | 4            | 03.888      | 8,81 %      | 1           |
| DVU           | 007.536     | 2,73 %      | 1           | 05.191       | 2,24 %       |              | 02.345      | 5,31 %      | 1           |
| BIW           | 002.336     | 0,85 %      | 1           | 00–          | 00–          | –            | 02.336      | 5,29 %      | 1           |
| Sonstige      | 008.665     | 3,15 %      | –           | 07.853       | - 3,39 %     | –            | 00812       | 1,84 %      | -           |

## Abgeordnete
Hinweise: Bei Mitgliedern des Senats ruht die Mitgliedschaft in der Bürgerschaft für diese Zeit. Es rücken Abgeordnete aus den jeweiligen Parteilisten nach, wenn ein anderer Abgeordneter z. B. Senator wird oder aus anderen Gründen ausscheidet. Nachrücker wiederum müssen ausscheiden, wenn ein Senator sein Amt aufgibt und wieder Bürgerschaftsmitglied wird.
| Mitglied des Landtages         | Partei    | Bemerkungen                                                                                 |
| ------------------------------ | --------- | ------------------------------------------------------------------------------------------- |
| Sandra Ahrens                  | CDU       |                                                                                             |
| Silke Allers                   | CDU       |                                                                                             |
| Ursula Arnold-Cramer           | SPD       |                                                                                             |
| Michael Bartels                | CDU       |                                                                                             |
| Rainer Bensch                  | CDU       | , bis 29. Juni 2007 und ab 7. Januar 2010 für Hartmut Perschau                              |
| Jost Beilken                   | Linke     |                                                                                             |
| Paul Bödeker                   | CDU       |                                                                                             |
| Karin Bohle-Lawrenz            | SPD       |                                                                                             |
| Sybille Böschen                | SPD       |                                                                                             |
| Winfried Brumma                | SPD       |                                                                                             |
| Magnus Buhlert                 | FDP       |                                                                                             |
| Birgit Busch                   | SPD       |                                                                                             |
| Şirvan-Latifah Çakici          | Linke SPD | Nov. 2010 Parteiwechsel                                                                     |
| Jens Dennhardt                 | SPD       |                                                                                             |
| Thomas Ehmke                   | SPD       |                                                                                             |
| Mark Ella                      | FDP       |                                                                                             |
| Peter Erlanson                 | Linke     |                                                                                             |
| Björn Fecker                   | Grüne     |                                                                                             |
| Dieter Focke                   | CDU       |                                                                                             |
| Horst Frehe                    | Grüne     |                                                                                             |
| Karin Garling                  | SPD       |                                                                                             |
| Hans-Georg Gerling             | CDU       | bis 29. Juni 2007 und ab 18. September 2007 für Ronald-Mike Neumeyer                        |
| Wolfgang Grotheer              | SPD       | bis 8. Januar 2008 (Verzicht)                                                               |
| Matthias Güldner               | Grüne     |                                                                                             |
| Mustafa Güngör                 | SPD       |                                                                                             |
| Martin Günthner                | SPD       | bis 24. Februar 2010, danach Senator                                                        |
| Rainer Hamann                  | SPD       |                                                                                             |
| Ulrike Hiller                  | SPD       |                                                                                             |
| Wilhelm Hinners                | CDU       |                                                                                             |
| Doris Hoch                     | Grüne     |                                                                                             |
| Reiner Holsten                 | SPD       | ab 15. Oktober 2009 für Carsten Sieling                                                     |
| Frank Imhoff                   | CDU       |                                                                                             |
| Wolfgang Jägers                | SPD       | bis 12. September 2008 und wieder ab 25. Februar 2010 für Martin Günthner                   |
| Reimund Kasper                 | SPD       |                                                                                             |
| Jörg Kastendiek                | CDU       |                                                                                             |
| Carl Kau                       | CDU       |                                                                                             |
| Karin Kauertz                  | SPD       |                                                                                             |
| Andreas Kottisch               | SPD       |                                                                                             |
| Susanne Kröhl                  | SPD       | ab 15. Januar 2008 bis 11. April 2008 für Grotheer und seit 7. Oktober 2008 für Willi Lemke |
| Petra Krümpfer                 | SPD       |                                                                                             |
| Karin Krusche                  | Grüne     |                                                                                             |
| Hermann Kuhn                   | Grüne     |                                                                                             |
| Uta Kummer                     | SPD       |                                                                                             |
| Willi Lemke                    | SPD       | bis 30. September 2008 (Verzicht)                                                           |
| Max Liess                      | SPD       |                                                                                             |
| Karoline Linnert               | Grüne     | bis 29. Juni 2007, danach Senatorin                                                         |
| Manuela Mahnke                 | SPD       |                                                                                             |
| Marlies Marken                 | SPD       |                                                                                             |
| Karin Mathes                   | Grüne     |                                                                                             |
| Renate Möbius                  | SPD       |                                                                                             |
| Zahra Mohammadzadeh            | Grüne     |                                                                                             |
| Klaus Möhle                    | SPD       |                                                                                             |
| Rita Mohr-Lüllmann             | CDU       |                                                                                             |
| Oliver Möllenstädt             | FDP       |                                                                                             |
| Elisabeth Charlotte Motschmann | CDU       |                                                                                             |
| Walter Müller                  | Linke     | seit Februar 2011 parteilos                                                                 |
| Harry Nestler                  | CDU       |                                                                                             |
| Ronald-Mike Neumeyer           | CDU       | bis 17. September 2007 (Verzicht)                                                           |
| Silvia Neumeyer                | CDU       |                                                                                             |
| Inga Nitz                      | Linke     |                                                                                             |
| Mustafa Öztürk                 | Grüne     |                                                                                             |
| Manfred Oppermann              | SPD       |                                                                                             |
| Hartmut Perschau               | CDU       | bis 31. Dezember 2009 (Verzicht)                                                            |
| Insa Peters-Rehwinkel          | SPD       |                                                                                             |
| Helmut Pflugradt               | CDU       | (bis Ende Oktober 2009)                                                                     |
| Jürgen Pohlmann                | SPD       |                                                                                             |
| Bernd Ravens                   | CDU       |                                                                                             |
| Bernd Richter                  | FDP       |                                                                                             |
| Claas Rohmeyer                 | CDU       |                                                                                             |
| Thomas Röwekamp                | CDU       |                                                                                             |
| Klaus-Rainer Rupp              | Linke     |                                                                                             |
| Maike Schaefer                 | Grüne     |                                                                                             |
| Frank Schildt                  | SPD       |                                                                                             |
| Margitta Schmidtke             | SPD       |                                                                                             |
| Dirk Schmidtmann               | Grüne     | [ 2 ]                                                                                       |
| Silvia Schön                   | Grüne     |                                                                                             |
| Wolfgang Schrörs               | CDU       |                                                                                             |
| Emin Sükrü Senkal              | SPD       |                                                                                             |
| Carsten Sieling                | SPD       | bis 13. Oktober 2009, danach Bundestagsabgeordneter                                         |
| Sandra Speckert                | CDU       | bis 29. Juni 2007 und seit 9. November 2009 für Helmut Pflugradt                            |
| Iris Spieß                     | SPD       |                                                                                             |
| Anja Stahmann                  | Grüne     |                                                                                             |
| Heiko Strohmann                | CDU       |                                                                                             |
| Jan Timke                      | BIW       | Bremerhaven, seit 23. September 2008                                                        |
| Siegfried Tittmann             | DVU       | seit Juli 2007 parteilos                                                                    |
| Monique Troedel                | Linke     | parteilos                                                                                   |
| Björn Tschöpe                  | SPD       |                                                                                             |
| Christian Weber                | SPD       | Präsident der Bürgerschaft                                                                  |
| Frank Willmann                 | Grüne     |                                                                                             |
| Sibylle Winther                | CDU       |                                                                                             |
| Uwe Woltemath                  | FDP       | seit 9. Dezember 2010 parteilos                                                             |
| Helga Ziegert                  | SPD       |                                                                                             |

## Deputierte, die nicht Abgeordnete sind

### A
- Marion Allers Marion (SPD)
- Agnes Alpers (Linke)
- Gerhard Arndt (Linke)

### B
- Hela Bahr (SPD)
- Heidemarie Behrens (Linke) (bis Februar 2011)
- Karl Brackmann (CDU)
- Rainer W. Buchholz (FDP)

### C
- Tim Cordßen (SPD)

### D
- Cord Degenhard (CDU)
- Jürgen Diekmeyer (CDU)
- Sülmez Dogan (Grüne)

### E
- Reinhard Engel (Grüne)
- Malte Engelmann (CDU)
- Ulf Eversberg (Grüne)

### F
- Joachim Feldmann (parteilos) (seit Februar 2010)

### G
- Karl-Heinz Gerken  (CDU)
- Fritz Gierschewski (SPD)
- Michael Glintenkamp (CDU)
- Ute Golasowski (Grüne)
- Rolf Gössner (parteilos)
- Arno Gottschalk (SPD)
- Margret Großer (FDP)

### H
- Karl-Otto Harms  (SPD)
- Reinhard Hennig (SPD)
- Rolf Herderhorst (CDU)
- Stefanie Huth (SPD) (bis?)

### I
- Gerd Ilgner (SPD)
- Horst Isola (SPD)

### J
- Andreas Jacobsen (CDU)
- Wolfgang Jägers (SPD) (bis 25. Februar 2010)

### K
- Wolfram Kaiser (SPD)
- Melanie Kennard (SPD)
- Erwin Knäpper (CDU)
- Janna Köke (SPD)
- Peter Kruse (SPD)

### M
- Sabine Markmann-Breuer (SPD) (seit Februar 2011)
- Stefanie May (SPD) (seit?)
- Jessica Meyer (CDU)
- Reinhard Metz (CDU) (bis 9. Dezember 2009)
- Holger Mirbach (FDP)
- Susan Mitrenga (Grüne) (seit 17. November 2009)

### N
- Harald Neujahr (FDP)

### O
- Jens Oppermann (SPD)

### R
- Sabine Reuter (CDU)
- Dieter Reinken (SPD) (seit 17. November 2009)
- Udo Richter (SPD) (bis 17. November 2009)
- Peter Rüdel (Grüne)

### S
- Detlef Scharf (CDU) (seit 9. November 2010)
- Stephan Schlenker (Grüne)
- Wolfgang Schmidt (SPD)
- Frank Schmitz (SPD) (seit 22. April 2010)

### T
- Valentina Tuchel (SPD)

### V
- Kristina Vogt (Linke) (seit Februar 2011)
- Thomas vom Bruch (CDU) (seit 26. Januar 2010)

### W
- Oxana Waldheim (CDU) (17. November 2009 bis 9. November 2010)
- Barbara Wulff (SPD)